# علی اسماری
علی اسماری (انگلیسی: Ali Al-Asmari؛ زادهٔ ۱۲ ژانویهٔ ۱۹۹۷) فوتبالیست اهل عربستان سعودی است.
وی همچنین در تیم‌های ملی فوتبال زیر بیست سال و زیر بیست‌وسه سال عربستان سعودی بازی کرده‌است.